# Anna Slotky
Anna R. Slotky (Buffalo Grove, Illinois, 30 de junio de 1981) es una actriz y abogada estadounidense. Es reconocida por su papel de Ruth Ann en la comedia de televisión The Torkelsons. 
Interpretó a Denise en la serie Sister, Sister y apareció en otras series como 3rd Rock from the Sun, Doctor Doctor y Step by Step, además de encarnar a Brooke, una de las niñas McCallister en la película Home Alone (1990) y en su secuela de 1992 Home Alone 2: Lost in New York. Su última aparición en pantalla se dio en la serie de Fox Get Real en el año 2000.
Slotky completó estudios en el Colegio Occidental en Los Ángeles, California y obtuvo su doctorado en jurisprudencia en la Universidad de California en mayo de 2008. Actualmente se desempeña como abogada en la firma angelina Barnes Law LLP.

## Vida personal
Slotky se casó con el animador James Reitano el 30 de abril de 2011.

## Filmografía
| Año       | Título                         | Rol                | Notas                                                            |
| --------- | ------------------------------ | ------------------ | ---------------------------------------------------------------- |
| 1990      | Doctor Doctor                  | Emily Linowitz     | "Who's Afraid of Leona Linowitz?", "The Last Temptation of Mike" |
| 1990      | Home Alone                     | Brooke McCallister |                                                                  |
| 1991–1992 | The Torkelsons                 | Ruth Ann Torkelson | 19 episodios                                                     |
| 1992      | Home Alone 2: Lost in New York | Brooke McCallister |                                                                  |
| 1995      | Sister, Sister                 | Denise             | 9 episodios                                                      |
| 1996–1997 | 3rd Rock from the Sun          | Cheryl             | "Body & Soul & Dick", "Romeo & Juliet & Dick"                    |
| 1997      | Step by Step                   | Amanda Dank        | "Poetic Justice"                                                 |
| 2000      | Get Real                       | Allison            | "Falling from Grace"                                             |